# Giuseppe Carlo Catalano
Giuseppe Carlo Catalano (Napoli, 4 febbraio 1880 – Roma, 9 dicembre 1971) è stato un prefetto e politico italiano.

## Biografia
Nella pubblica amministrazione dal 1906 è stato prefetto a Pistoia, Ancona e Venezia. Nelle stesse città ha contemporaneamente svolto le funzioni di presidente della Camera di commercio. Viene messo a riposo nel 1939 a causa di una pubblica contestazione circa l'intenzione di Mussolini di partecipare alla guerra. Sempre Mussolini lo fa nominare senatore a vita per evitare problemi con l'amministrazione e la cittadinanza di Venezia, dove Catalano è oltremodo apprezzato. Mai iscritto al PNF viene inizialmente dichiarato decaduto dall'Alta Corte di Giustizia per le Sanzioni contro il Fascismo (28 dicembre 1944) e reintegrato dalla Cassazione (24 giugno 1946).